# Claoxylon hainanense
Claoxylon hainanense är en törelväxtart som beskrevs av Ferdinand Albin Pax och Käthe Hoffmann. Claoxylon hainanense ingår i släktet Claoxylon och familjen törelväxter.
Artens utbredningsområde är Hainan (Kina). Inga underarter finns listade i Catalogue of Life.